# بخش مرکزی شهرستان بندر لنگه
بخش مرکزی، یکی از بخش‌های شهرستان بندر لنگه در استان هرمزگان ایران است. مرکز این بخش، شهر بندر لنگه است.

## تقسیمات کشوری
- بخش مرکزی شهرستان بندر لنگه
  - دهستان حومه
  - دهستان مغویه

شهرها: بندر لنگه و بندر کنگ

## جمعیت
بر پایه سرشماری عمومی نفوس و مسکن در سال ۱۳۹۵، جمعیت بخش مرکزی شهرستان بندر لنگه برابر با ۷۹٬۱۲۵ نفر بوده است.